# Anahita Norouzi
 (février 2023).
La mise en forme du texte ne suit pas les recommandations de Wikipédia : il faut le « wikifier ».
Les points d'amélioration suivants sont les cas les plus fréquents. Le détail des points à revoir est peut-être précisé sur la page de discussion.
- Les titres sont pré-formatés par le logiciel. Ils ne sont ni en capitales, ni en gras.
- Le texte ne doit pas être écrit en capitales (les noms de famille non plus), ni en gras, ni en italique, ni en « petit »…
- Le gras n'est utilisé que pour surligner le titre de l'article dans l'introduction, une seule fois.
- L'italique est rarement utilisé : mots en langue étrangère, titres d'œuvres, noms de bateaux, etc.
- Les citations ne sont pas en italique mais en corps de texte normal. Elles sont entourées par des guillemets français : « et ».
- Les listes à puces sont à éviter, des paragraphes rédigés étant largement préférés. Les tableaux sont à réserver à la présentation de données structurées (résultats, etc.).
- Les appels de note de bas de page (petits chiffres en exposant, introduits par l'outil «  Source ») sont à placer entre la fin de phrase et le point final[comme ça].
- Les liens internes (vers d'autres articles de Wikipédia) sont à choisir avec parcimonie. Créez des liens vers des articles approfondissant le sujet. Les termes génériques sans rapport avec le sujet sont à éviter, ainsi que les répétitions de liens vers un même terme.
- Les liens externes sont à placer uniquement dans une section « Liens externes », à la fin de l'article. Ces liens sont à choisir avec parcimonie suivant les règles définies. Si un lien sert de source à l'article, son insertion dans le texte est à faire par les notes de bas de page.
- La présentation des références doit suivre les conventions bibliographiques. Il est recommandé d'utiliser les modèles {{Ouvrage}}, {{Chapitre}}, {{Article}}, {{Lien web}} et/ou {{Bibliographie}}. Le mode d'édition visuel peut mettre en forme automatiquement les références.
- Insérer une infobox (cadre d'informations à droite) n'est pas obligatoire pour parachever la mise en page.

Pour une aide détaillée, merci de consulter Aide:Wikification.
Si vous pensez que ces points ont été résolus, vous pouvez retirer ce bandeau et améliorer la mise en forme d'un autre article.
Pour les articles homonymes, voir Norouzi.
Anahita Norouzi (persan : آناهیتا نوروزی ; née en 1983 à Téhéran) est une artiste multidisciplinaire irano-canadienne basée à Montréal. Elle est surtout connue pour ses projets Spoken Objects: Reweaving Fractures and Ghosts (2022), Troubled Garden: Study for Migratory Roots (2021), Other Landscapes (2019-2020), It Looks Nice from a Distance (2017-2020), et Cent Cyprès (2013),,,.
Son travail s'articule autour de divers matériaux et médiums, dont la sculpture, l'installation, la photographie, la performance et la vidéo,.

## Biographie
Après avoir obtenu un baccalauréat en arts et en design graphique de l'Université Soureh (Téhéran), elle quitte l'Iran en réaction à la répression politique liée au Mouvement vert qui contestait les résultats de l'élection présidentielle de 2009. Elle fait depuis plusieurs années des allers-retours entre l'Iran et le Canada.
À Montréal, elle a décroché une maîtrise en beaux-arts à l'Université Concordia en 2013.
En mai 2022, après une résidence d'un mois à la Fondation Grantham pour l’art et l’environnement, elle propose une exposition intitulée Jardin trouble : étude d'un enracinement. Cette exposition dévoile « un travail sur les dimensions écologiques, culturelles et sociales des questions migratoires sous l’angle des plantes non indigènes du Québec ».

## Pratique artistique
Les thèmes qui animent sa pratique sont l'identité, la migration, les récits de mémoire individuels et collectifs, la corporalité et l'appartenance à son pays d'origine.
La place du corps occupe une place centrale dans sa démarche artistique. Perçu comme un « média qui traduit les effets du pouvoir ». Par exemple, dans sa performance Flesh Memory en 2017,  l’artiste tire difficilement une carcasse d’animal dans un terrain vague de Téhéran où se sont tenues plusieurs exécutions publiques, dont une à laquelle elle a été témoin enfant.
Plusieurs de ses projets articulent des liens entre la botanique et la colonisation. Par exemple, avec les œuvres Displaced Garden en 2020 et From the Other Side en 2021, elle travaille à partir des plantes importées de l'Orient qui sont perçues en Occident comme « nuisibles » et « envahissantes ». Le sens métaphorique de ces plantes permet de raconter la condition de migration. Elle voyage souvent entre l'Iran et le Canada pour rechercher l'intersection des histoires coloniales, des expériences d'immigration et de déplacement, et la question de l'identité et de la mémoire,.
Elle a participé à plusieurs expositions individuelles et collectives à travers le monde; MOP CAP Art Prize au Royal College of Art, Londres et Dubaï en 2013, Regards Tehran, Virtual or Real, Téhéran en 2010, et les 10e et 11e Biennales de la photographie iranienne, Téhéran en 2006 et en 2008 ainsi que BIENALESUR, la Biennale internationale d'art contemporain d'Amérique du Sud, Buenos Aires en 2021, au Musée des beaux-arts de Montréal, à Montréal en 2022,,. En 2023, Anahita fait partie de l'exposition collective du Prix en art actuel au Musée national des beaux-arts du Québec et remporte la palme,.
Ses pièces interrogent différentes perspectives culturelles et politiques sur « l'autre », humain et non humain, soulignant l'espace complexe entre l'état conflictuel des personnes déplacées, des plantes et des artefacts culturels et les responsabilités du pays hôte,.

## Œuvres
- 2011 : Migrating to Where 'I' Dwells (installation vidéo).
- 2012 : Tehran, The Apocalypse (performance).
- 2013 : One Hundred Cypresses (projet de land art).
- 2014 : We All Knew That Here Is the Place of Ordinary Objects (installation vidéo).
- 2017 : A Space In-Between (lecture-performance).
- 2018 : Flesh Memory (performance).
- 2018-2019 : They Are neither Dead nor Alive: A Study on Deformed Bodies.
- 2020 : It Looks Nice From a Distance.
- 2020 : Displaced Garden
- 2021 : Other Landscapes (installation).
- 2021 : Constellational Diasporas, installation, Collection Musée national des beaux-arts du Québec, Québec[19].
- 2023 : L’orient est son jardin
- 2023 : Half of the Red Sun, Musée national des beaux-arts du Québec, Québec[15],[16],[20].
- 2023 : I ask myself where that rubble goes, Musée national des beaux-arts du Québec, Québec[15],[16],[20].
- 2023 : Reading Through the Gaps, Musée national des beaux-arts du Québec, Québec[15],[16],[20].
- 2023 : The Future Can Be Only for Ghosts, Musée national des beaux-arts du Québec, Québec[15],[16],[20].
- 2024 : To Explain Blue to a Blinded Eye
- 2024 : The Laws of Reflection
- 2025 : Le poids de l’altitude (To Look Down from the Sky), Galerie Nicolas Robert, Montréal[21].

## Résidences, reconnaissance et récompenses
- 2013 : Finaliste du MOP CAP Art Prize.
- 2021 : Résidente-boursière volet Création en arts visuels de la Fondation Grantham pour l'art et l'environnement .
- 2022 : Récipiendaire du Prix Liz Crockford Artist Fund.
- 2022 : Résidente au Banff Centre for Arts and Creativity (en).
- 2022 :Résidente au Musée des beaux-arts de Montréal.
- 2022 : Lauréate du Prix de résidence et de création Impressions, Musée des beaux-arts de Montréal[22].
- 2023 : Finaliste (Québec), Prix Sobey pour les arts[23],[24],[25],[26].
- 2023 : Lauréate du Prix en art actuel, Musée national des beaux-arts du Québec[27].

## Description d'une sélection d'œuvres

### Tehran, The Apocalypse(2012)
Tehran, The Apocalypse (2012) est une documentation d'une performance filmée à Téhéran en 2011, après la répression gouvernementale des manifestations du Mouvement vert. L'œuvre se situe à l'intersection de la performance et du réalisme documentaire. Se positionnant comme une « artiste-citoyenne », Norouzi exécute un acte de violence dans un espace public et crée un moment de tension extrême, alors qu'elle tente de remettre en question les normes de genre et de critiquer les formes institutionnalisées de violence politique et religieuse en Iran.
Au cours des années suivantes, Norouzi a présenté deux autres performances à Téhéran - One Hundred Cypresses (2013) et Flesh Memory (2017) - qui, ensemble, créent une trilogie qui vise à cartographier les limites du physique et de la force psychologique de l'artiste. En utilisant son corps et sa matérialité, avec les histoires et les géographies qui le déterminent, cette trilogie appelle une participation active des individus au processus de préservation de ce à quoi ils s'identifient à l'ère de la déchéance.

### Other Landscapes(2020)
Other Landscapes (2020) est un projet en plusieurs parties qui découle de l'intérêt de recherche à long terme de Norouzi pour les coupes transversales de la botanique et de la politique coloniale, les expériences d'immigration et de déplacement, ainsi que les questions d'identité et de mémoire. Prenant la forme d'une installation multimédia, le projet résulte d'une collaboration entre Norouzi et huit réfugiés du Moyen-Orient et d'Afrique du Nord,. Afin de se rapprocher de leurs histoires, elle se concentre sur les objets qu'ils ont emportés avec eux lors de leur voyage. La petite sélection d'effets personnels qu'ils peuvent emporter lorsqu'ils quittent leur vie ajoute une signification significative au statut de ces objets. Essentiellement, ils incarnent ce qu'une personne voulait retenir de sa maison.
Cet ensemble d'œuvres a été exposé à l'Esplanade Art and Heritage Center, Plein sud, centre d'exposition en art actuel, et à la Stewart Hall Gallery, et à la Warren G. Flowers Art Gallery, et a attiré l'attention des médias et des magazines actuels tels que CBC, Vie des arts, et Spirale.

### Troubled Garden: Study for Migratory Roots(2022)
Planting Displacement (2022) rassemble un vaste corpus d'œuvres de Norouzi qui comprend des documents d'archives, des photographies, des cyanotypes, des sculptures et des vidéos, qui étudient tous la plante familièrement appelée berce de Perse. Ce projet examine les héritages des explorations botaniques, lorsque la recherche scientifique et la production agricole se sont mêlées à l'exploitation de géographies non occidentales, façonnant les attitudes culturelles envers « l'autre » humain et non humain. Originaire d'Asie du Sud-Ouest et connue dans la patrie ancestrale de l'artiste, l'Iran, sous le nom d'Heracleum persicum (berce de Perse), la plante s'est propagée en Occident aux XIXe et XXe siècles grâce aux interventions coloniales européennes, aux routes commerciales et à l'intérêt occidental pour l'acquisition d'espèces « exotiques ». Au cours des dernières décennies, elle a été reconnue comme une mauvaise herbe nuisible en Occident affectant la flore et la faune indigènes, ainsi que les êtres humains, en raison de sa sève toxique.
Troubled Garden: Study for Migratory Roots a été présenté à la Fondation Grantham pour l'art et l'environnement, à la Galerie d'art de Guelph, et au Musée des beaux-arts de Montréal, et a retenu l'attention de médias tels que La Presse, Spirale et esse, entre autres,.

## Publications
- Anahita Norouzi, Nebulae, Québec, Musée national des beaux-arts du Québec, 2024, 122 p. (ISBN 9782551271658)